# Georges De Batselier
Georges De Batselier (Dendermonde, 16 april 1954) is een Belgisch syndicalist.

## Levensloop
Hij groeide op in een arbeidersgezin, zijn vader was werkzaam bij de NMBS en syndicaal actief voor de ACOD, zijn moeder was huisvrouw.
De Batselier ging aan de slag bij de NMBS, in het station Brussel-Zuid. Een half jaar later, in 1975, werd hij werkzaam op de werkloosheidsdienst van het ABVV. Later ging hij aan de slag bij de Centrale der Metaalindustrie van België (CMB). 
Toen de CMB in 2006 tijdens een buitengewoon congres besloot over te gaan naar een nieuwe structuur die zich voornamelijk op de regio's richtte, werd De Batselier aangesteld tot ondervoorzitter van de Vlaamse entiteit, ABVV Metaal. In 2018 volgde hij Herwig Jorissen op als voorzitter van deze organisatie. Vanuit deze hoedanigheid was hij samen met Nico Cué, voorzitter van de Metaalbewerkers Wallonië-Brussel (MWB), tevens secretaris-generaal van de CMB.